# Син Тхэ Ён
Син Тхэ Ён (кор. 신태용, общепринятая латинская транскрипция — Shin Taeyong; род. 11 октября 1970, Йондок, Кёнсан-Пукто) — южнокорейский футболист, выступавший на позиции атакующего полузащитника, и футбольный тренер. С 2017 до 2018 года возглавлял сборную Южной Кореи. С 2020 года — главный тренер сборной Индонезии.

## Карьера

### Клубная карьера
С 1987 года выступал в университетских соревнованиях за команду Йоннамского университета.
В 1992 году присоединился к команде «Соннам Ильва Чунма», в дебютном сезоне в чемпионате страны сыграл 18 матчей и забил 7 голов и был признан лучшим новичком сезона. В 1995 и 2001 годах признавался лучшим игроком сезона в лиге, а в 1996 году стал лучшим бомбардиром с 18 забитыми голами. Всего за 13 лет в команде сыграл 296 матчей и забил 76 голов в К-Лиге, а также 105 матчей и 23 гола в Кубке лиги. Девять раз (1992—1996, 2000—2003) включался в символическую сборную чемпионата Кореи. За свою карьеру выиграл шесть национальных чемпионских титулов.
В 2005 году перешёл в австралийский «Квинсленд Роар», но, сыграв один матч, был вынужден завершить карьеру игрока из-за травмы колена.

### Карьера в сборной
В 1987 году принимал участие в чемпионате мира среди 17-летних, проходившем в Канаде. В 1992 году участвовал в Олимпийских играх в Барселоне, сыграл во всех трёх матчах своей команды, которая не смогла выйти из группы.
21 октября 1992 года дебютировал в составе национальной сборной Южной Кореи в игре против сборной ОАЭ. Первый гол за сборную забил 30 апреля 1996 года в товарищеском матче против Израиля (5:4). В 1996 году принимал участие в финальном турнире Кубка Азии, где стал четвертьфиналистом, в четвертьфинале забил гол в ворота сборной Ирана, но его команда уступила 2:6. Всего на счету футболиста 23 матча и 3 гола за сборную.

### Карьера тренера
В 2005 году тренер «Квинсленда» Мирон Блейберг предложил Син Тхэ Ёну остаться в клубе в качестве своего ассистента. В Австралии кореец проработал три года.
В 2009 году вернулся в Корею и возглавил свой бывший клуб «Соннам Ильва Чунма». В 2010 году вместе со своей командой выиграл Лигу чемпионов АФК.
С 2014 года работал в тренерском штабе сборной Южной Кореи. В августе 2014 года назначен исполняющим обязанности главного тренера, но ни одного матча с командой не провёл и уже в сентябре уступил пост немцу Ули Штилике.
C февраля 2015 года возглавлял олимпийскую сборную страны. В 2016 году привёл команду ко второму месту на молодёжном чемпионате Азии, тем самым южнокорейцы квалифицировались на Олимпиаду в Рио-де-Жанейро.
В июне 2017 года после отставки Ули Штилике назначен на пост главного тренера сборной Южной Кореи. Команда успешно квалифицировалась на ЧМ-2018, где сыграла в одной группе с Германией, Швецией и Мексикой. В первых двух матчах корейцы уступили шведам 0:1 и мексиканцам 1:2, а в заключительном туре сенсационно обыграли действующих чемпионов мира немцев со счётом 2:0. В параллельном матче Швеция разгромила Мексику, и в связи с этим азиаты заняли только третье место в квартете, обойдя по показателям Бундестим. Через два месяца Син Тхэ Ён ушёл в отставку, и его место занял португальский специалист Паулу Бенту.
28 декабря 2019 года Син был назначен главным тренером сборной Индонезии, подписав четырёхлетний контракт с Футбольной ассоциацией Индонезии.

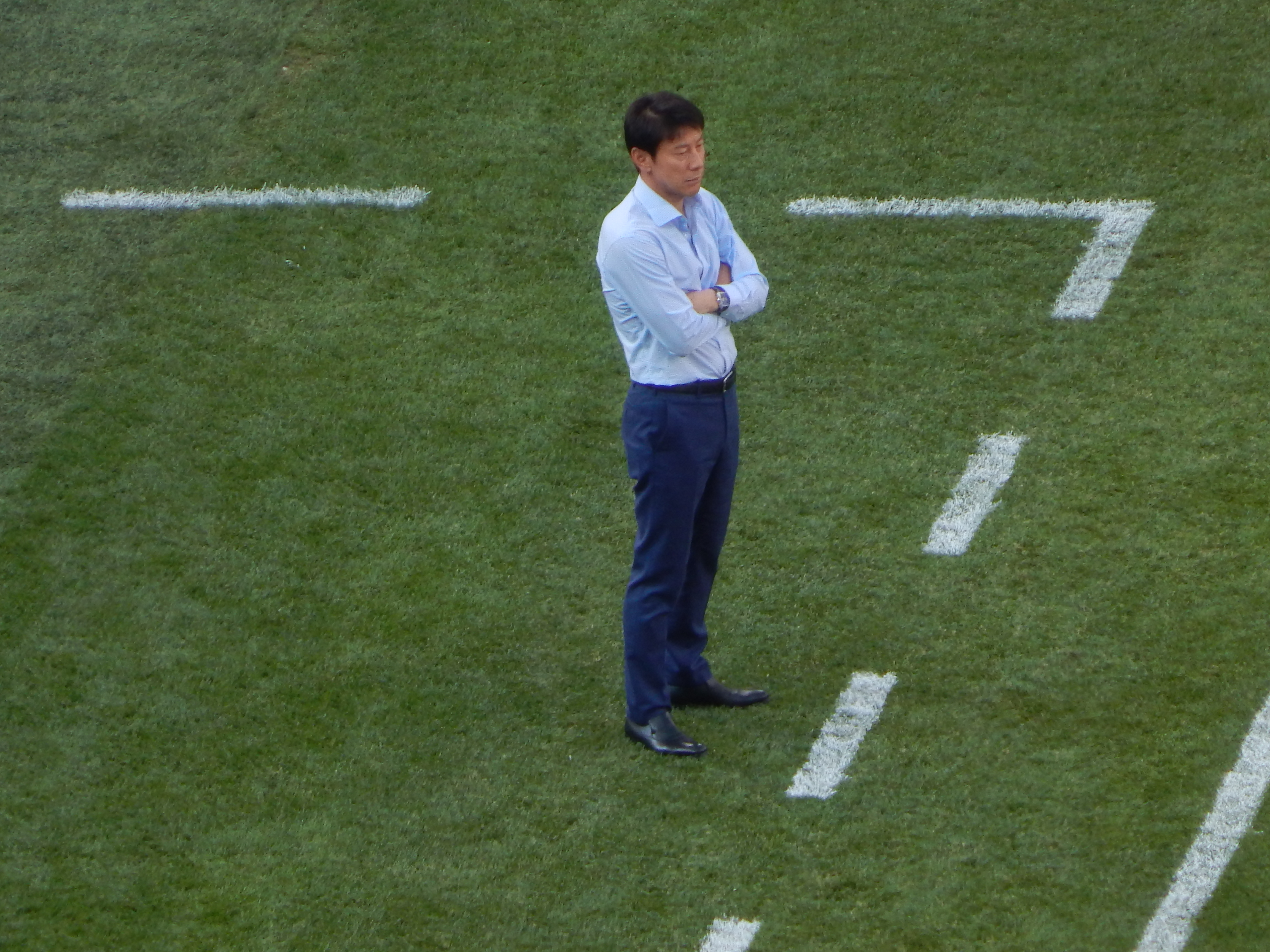
Син Тхэ Ён на чемпионате мира во время игры против Швеции в Нижнем Новгороде (2018)

## Достижения

### Как игрок
- Чемпион Южной Кореи (6): 1993, 1994, 1995, 2001, 2002, 2003
- Лучший бомбардир чемпионата Южной Кореи: 1996

### Как тренер
- Победитель Лиги чемпионов Азии: 2010
- Обладатель Кубка Южной Кореи: 2011
- Финалист Кубка Южной Кореи: 2009
- Серебряный призёр молодёжного (U23) чемпионата Азии: 2016